# The Amazing Race no Discovery Channel

The Amazing Race no Discovery Channel é um reality show produzido pela Discovery Channel em parceria com a Disney. No The Amazing Race América Latina participarão onze times de duas pessoas, com um relacionamento já existente, numa corrida pela América Latina para ganhar US$250,000. A corrida será produzida pela RGB Entertainment. O apresentador é Harris Whitbeck. A corrida começou em Foz do Iguaçu, Brasil.
The Amazing Race no Discovery Channel estreou no dia 20 de Setembro de 2009, às 22 horas, e seu último capítulo foi exibido no dia 13 de Dezembro de 2009,às 23 horas.
Os grandes vencedores da primeira edição de The Amazing Race no Discovery Channel foram os argentinos Matías e Tamara que superaram as outras duas equipes finalistas: Os venezuelanos Daniel e David (2º lugar) e as chilenas Ferna e Fran (3º lugar); na etapa final que aconteceu na Cidade do México.

## Resultados
Os seguintes times participaram da corrida, com seus relacionamentos na época das filmagens. As colocações estão listadas em ordem de chegada:
| Time                    | Relacionamento      | Posição (por trecho) | Posição (por trecho) | Posição (por trecho) | Posição (por trecho) | Posição (por trecho) | Posição (por trecho) | Posição (por trecho) | Posição (por trecho) | Posição (por trecho) | Posição (por trecho) | Posição (por trecho) | Posição (por trecho) | Obstáculos Realizados      |
| ----------------------- | ------------------- | -------------------- | -------------------- | -------------------- | -------------------- | -------------------- | -------------------- | -------------------- | -------------------- | -------------------- | -------------------- | -------------------- | -------------------- | -------------------------- |
| Time                    | Relacionamento      | 1                    | 2                    | 3                    | 4                    | 5                    | 6                    | 7                    | 8<>                  | 9                    | 10                   | 11                   | 125                  | Obstáculos Realizados      |
| Tamara & Matías         | Casados             | 1º                   | 1º                   | 2º                   | 2º                   | 2º                   | 3º                   | 1º                   | 2°                   | 4º                   | 4º                   | 3º                   | 1º                   | Tamara 5, Matías 6         |
| Daniel & David          | Padrinho / Afilhado | 2º                   | 10°                  | 3º                   | 1º                   | 3º                   | 6º                   | 4º                   | 3°                   | 3º                   | 2º>                  | 2º                   | 2º                   | Daniel 6,David 6           |
| Ferna & Fran            | Amigas              | 10º                  | 3°                   | 8º                   | 5º                   | 5º                   | 1º                   | 2º                   | 1°                   | 2º»                  | 1º<                  | 1º                   | 3º                   | Ferna 6, Fran 6            |
| Carlinhos & Daniel      | Amigos              | 5º                   | 2°                   | 7º                   | 4º                   | 4º                   | 2º                   | 5º                   | 5°                   | 1º                   | 2º                   | 4º                   |                      | Carlinhos 5, Daniel 4      |
| Anna & Rodrigo          | Namorados           | 6º                   | 8°                   | 4º                   | 6º                   | 1º                   | 4º                   | 3º                   | 4°                   | 5°«                  |                      |                      |                      | Anna 4, Rodrigo 4          |
| Casilda C. & Casilda P. | Mãe / Filha         | 3º                   | 6°                   | 1º                   | 3º                   | 6º                   | 7º³                  | 6º                   | 6º4                  |                      |                      |                      |                      | Casilda C. 3, Casilda P. 4 |
| Diego & Miguel          | Namorados           | 7º                   | 5°                   | 5º                   | 8º                   | 7º²                  | 5º                   | 7º                   |                      |                      |                      |                      |                      | Diego 2, Miguel 4          |
| Mario & Melissa         | Namorados           | 8º                   | 4°                   | 9º                   | 7º                   | 8º²                  |                      |                      |                      |                      |                      |                      |                      | Mario 3, Melissa 1         |
| Ricardo & Adriana       | Pai / Filha         | 4º                   | 9°                   | 6º                   | 9º                   |                      |                      |                      |                      |                      |                      |                      |                      | Ricardo 1, Adriana 2       |
| Guillermo & Gabriel     | Irmãos              | 9º                   | 7°                   | 10º                  |                      |                      |                      |                      |                      |                      |                      |                      |                      | Guillermo 1, Gabriel 1     |
| Nora & Ariel            | Irmãos              | 11º                  | 11º1                 |                      |                      |                      |                      |                      |                      |                      |                      |                      |                      | Nora 0, Ariel 1            |

Nota 1: Nora & Ariel originalmente chegaram em 3º, mas recebem uma penalidade de 4 horas por não terem cumprido a multa, caindo para 11º (último) lugar, sendo assim eliminados.
Nota 2: Diego & Miguel e Mario & Melissa chegaram respectivamente em 7º e 8º. Contudo, por não terem cumprimo a tarefa adicional na Praia Makaja, ambos receberam uma penalidade de uma hora. Essa penalidade, no entanto, não afetou a colocação dos times.
Nota 3: Casilda & Casilda originalmente chegaram em 2º, porém receberam uma penalidade de 1 hora por não terem feito o desvio que haviam escolhido. Nesse meio tempo todos os outros times fizeram o check-in, fazendo'as cair para 7º(último) lugar.
Nota 4: Casilda & Casilda não completaram o obstáculo, mas, como todos os outros times já haviam feito o check-in e o trecho era eliminatório, a penalidade não foi aplicada.
Nota 5: O trecho 12 foi um trecho duplo, com dois desvios e dois bloqueios, exibido em 2 episódios.

- Vermelho significa que o time foi eliminado.
- Verde significa que o time conquistou o Passe Livre.
- Azul significa que o time chegou no pit stop em último em um trecho não eliminatório e teve que realizar uma multa (tarefa adicional) no trecho seguinte.
- Um > laranja significa que o time usou o passe de espera. Um < significa que o time recebeu o passe de espera. Um <> significa que o trecho teve um passe de espera, mas ele não foi utilizado.
- Um » marrom significa que o time usou o retorno. Um « significa que o time foi retornado. Um «» significa que o trecho teve um retorno, mas ele não foi utilizado

## Resumo da corrida

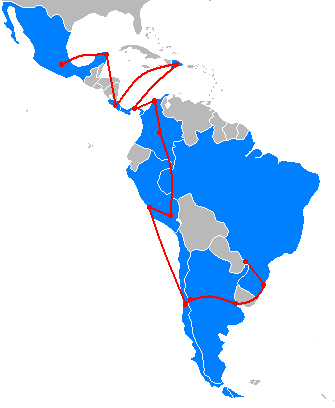
Mapa das etapas.

```
 
 Viaje em Avião 
 
 
 Viaje em Trem ou Metrô 
 
 
 Viaje em Barco 
 Viaje em ônibus  
 
Parada
 
Desvio
 
 
 
 
Bloqueio
 
 
 
 
Avanço/Passe Livre
 
 
 
 
Alto/Passe de Espera
 
 
 
 
Retorno
 
 
 
 
Multa
```

### Etapa 1 (Brasil)
- Foz do Iguaçu, Paraná, Brasil  (Parque Nacional do Iguaçu – Mirante Garganta do Diabo) (Ponto de Partida.)
- Foz do Iguaçu (Parque Nacional do Iguaçu - Garganta do Diabo.
- Foz do Iguaçu (Parque Nacional do Iguaçu - Cânion Iguaçu.
- Foz do Iguaçu (Aeroporto Internacional de Foz do Iguaçu) a Porto Alegre, Rio Grande do Sul (Aeroporto Internacional Salgado Filho).
- Porto Alegre (Hotel Deville)
- Gramado (Pórtico Taquara)
- Gramado (Mini Mundo)
- Gramado (Hotel Ritta Höppner)

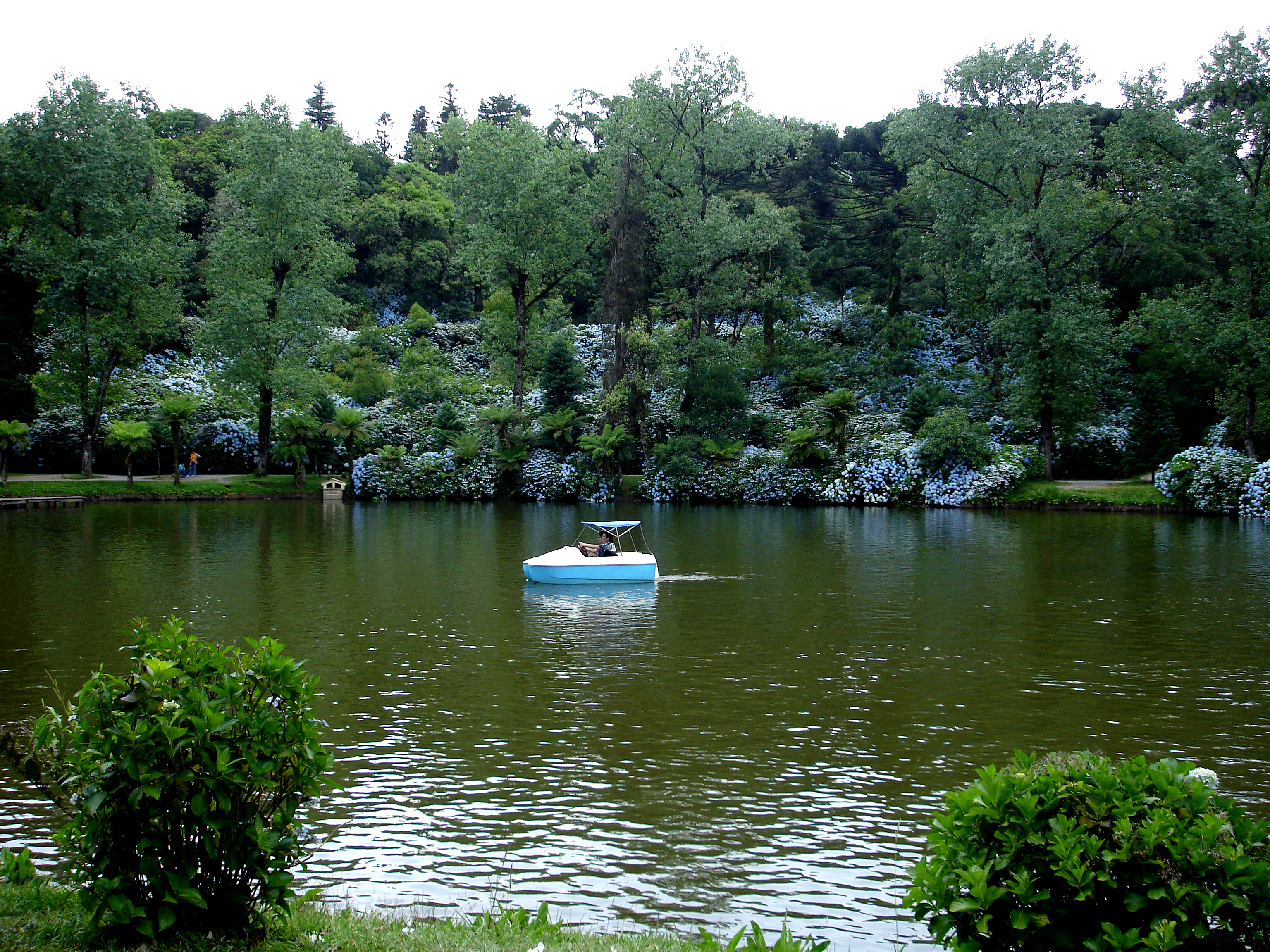
As equipes escolheram um dos desvios (flores, no caso) no Lago Negro

O desvio desta etapa foi entre Flores ou Árvore. Em "Flores", as equipes deviam chegar ao Lago Negro, uma vez que ali, entrariam num pedalinho de cisne até chegar na outra borda, onde pegavam as flores que a habitante da vila lhes daria, e pedalar de volta até entregar as flores a outra habitante que lhes entregariam a pista. Em "Árvore" os participantes deviam chegar à "Aldeia do Papai Noel". Nesse lugar as duplas buscariam uma inscrição com seus nomes na "Árvore dos Desejos"; depois deviam entregar ao duende para obter sua próxima pista.     
Tarefas Adicionais
- Nas cataratas "Garganta do Diabo", os participantes deveriam encontrar bicicletas no "Espaço Naipi" e manejá-las até o "Mirante 2", depois deviam caminhar até a entrada do cânion de Iguaçu, assim encontrariam a próxima pista.
- No cânion Iguaçu, as equipes deviam fazer rapel, depois ir até a queda d'água do rio Iguaçu, onde as equipes deviam fazer rafting durante 4 km, até o porto Macuco, onde encontrariam sua próxima pista.
- No Mini Mundo, as equipes deviam fazer relação entre os personagens do mini mundo com os lugares que se encontravam. Se a relação estivesse correta, as equipes receberiam sua próxima pista.

### Etapa 2 (Brasil → Argentina)

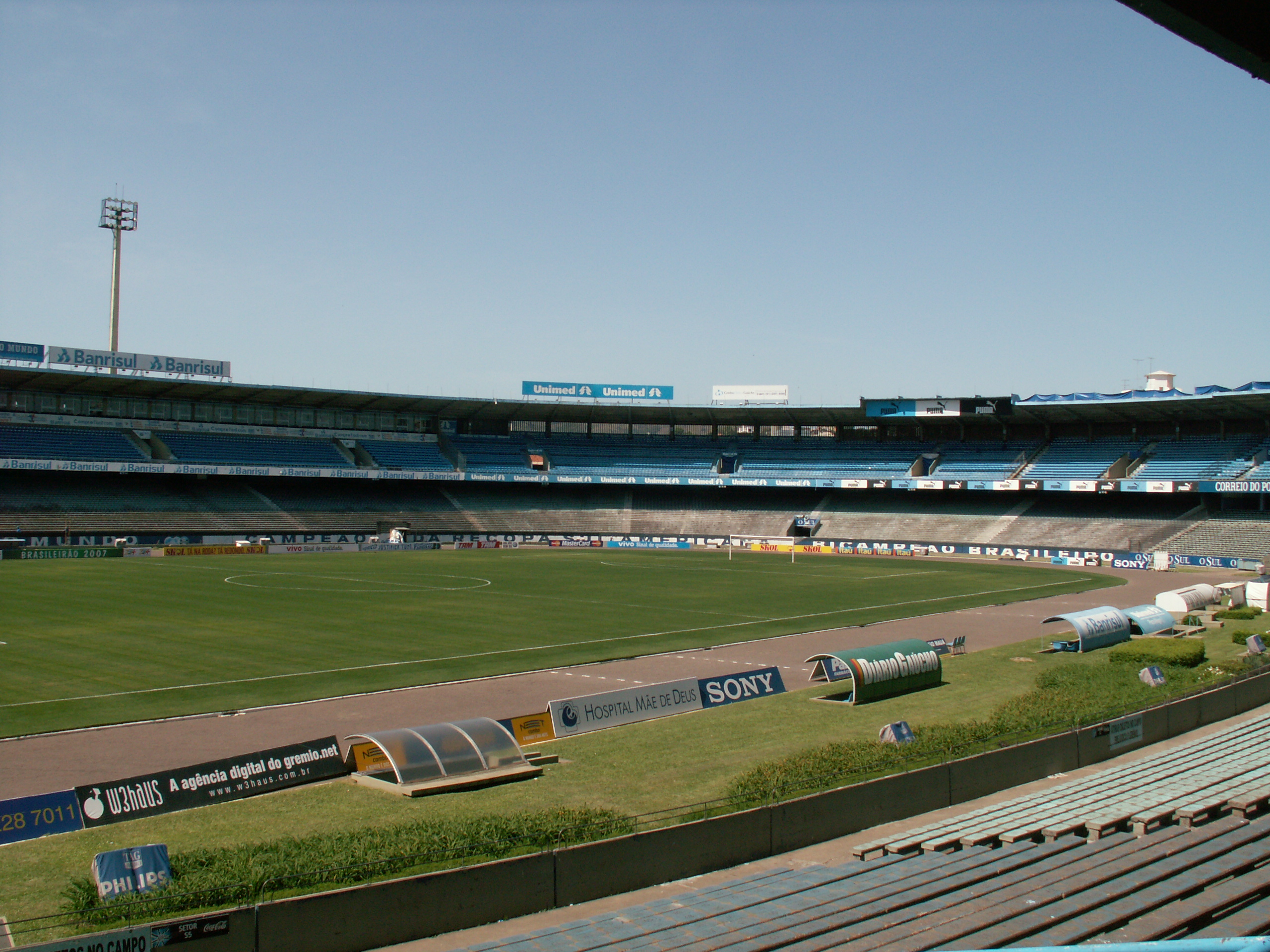
Estádio do Grêmio em Porto Alegre

- Porto Alegre (Estádio Olímpico Monumental)
- Porto Alegre (Aeroporto Internacional Salgado Filho) a Buenos Aires, Argentina  (Aeroporto Internacional Ministro Pistarini)
- Buenos Aires  (Museu Argentino de Ciencias Naturais)
- San Isidro (Centro de treinamento Jockey Club)
- Buenos Aires (es:Zoológico de Buenos Aires)
- Buenos Aires (es:Praça das Nações Unidas)

No bloqueio, um membro da equipe tinha que buscar uma maleta com o uniforme de goleiro do Grêmio, pôr o uniforme, e agarrar uma bola com um tempo limite de 5 minutos; se não conseguisse, devia deixar um membro de outra equipe tentar. Na multa, Ariel e Nora deviam dirigir uma van e distribuir jornais em bancas de Buenos Aires. No desvio, os participantes deviam escolher entre "Cavalos ou Estábulos". Em "Cavalos", deviam montar em um cavalo pelos 10.000m da pista do hipódromo e buscar duas bandeiras. Em "Estábulos", as equipes deviam ir aos estábulos e limpa-los. Depois de realizar qualquer um dos desvios receberiam a próxima pista. 
Tarefas Adicionais
- No Museu Argentino de Ciências Naturais, as equipes deviam armar um Tiranossauro Rex em escala, depois deviam levá-lo ao paleontólogo que o revisaria, se estivessee corretamente armado, o paleontólogo lhes daria a próxima pista.
- Depois de sair do Hipódromo, os participantes deviam pegar um "remise" para ir ao zoólogico de Buenos Aires, ali, encontrariam uma estátua humana, que depois de lhe dar uma moeda, lhes entregaria a próxima pista.

### Etapa 3 (Argentina)

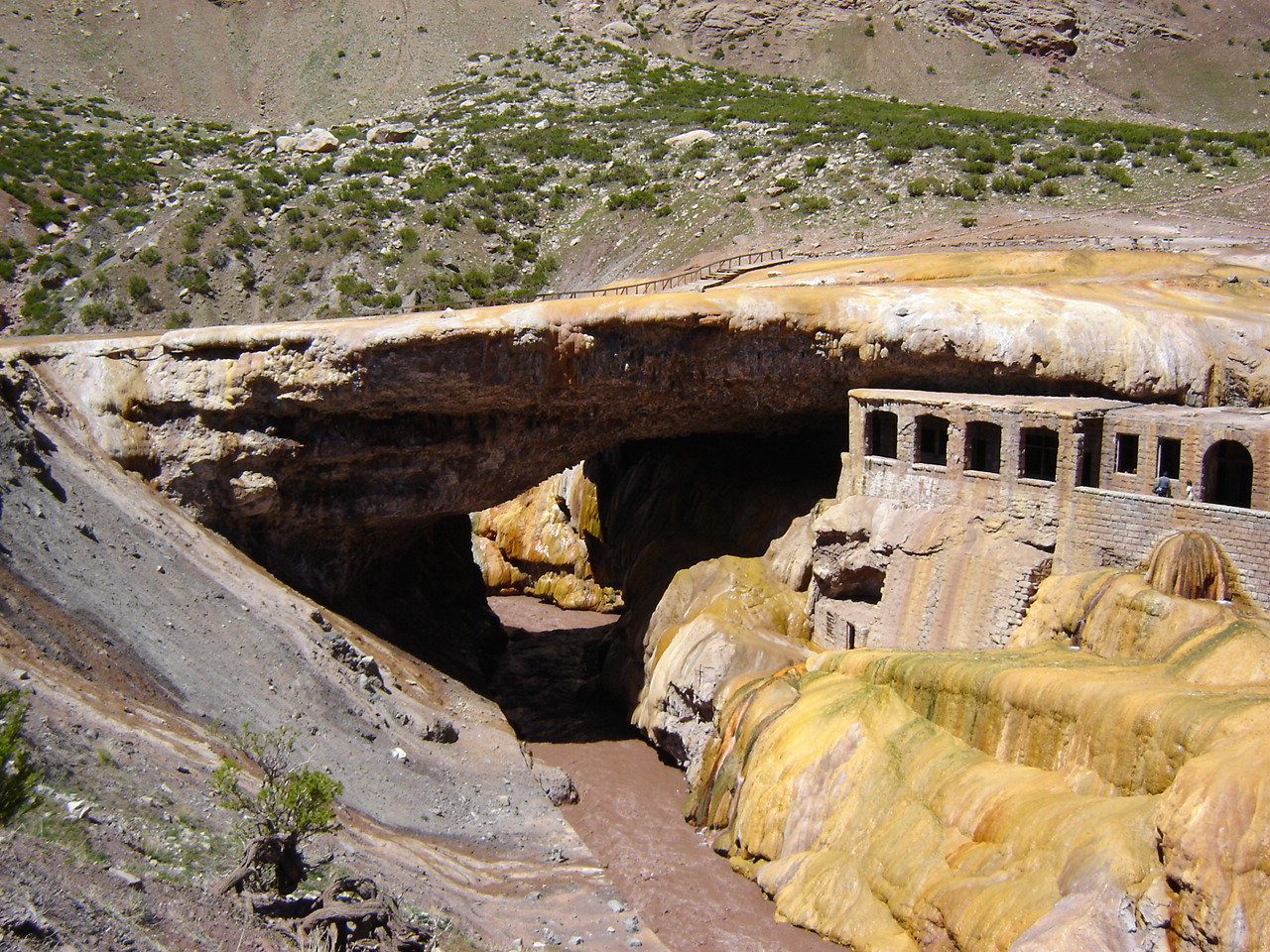
Puente del Inca, lugar onde as duplas enviaram cartões postais a suas famílias.

- Buenos Aires (Aeroparque Jorge Newbery) a Mendoza, (Aeroporto Internacional Gobernador Francisco Gabrielli)
- Mendoza (Parque San Martín)
- Cerro de la Gloria
- Luján de Cuyo (Adega Ruca Malén)
- Potrerillos (Rotonda)
- Vila Puente del Inca (Feira de Puente del Inca)
- Província de Mendoza (Parque Provincial Aconcágua - Mirador Aconcágua)

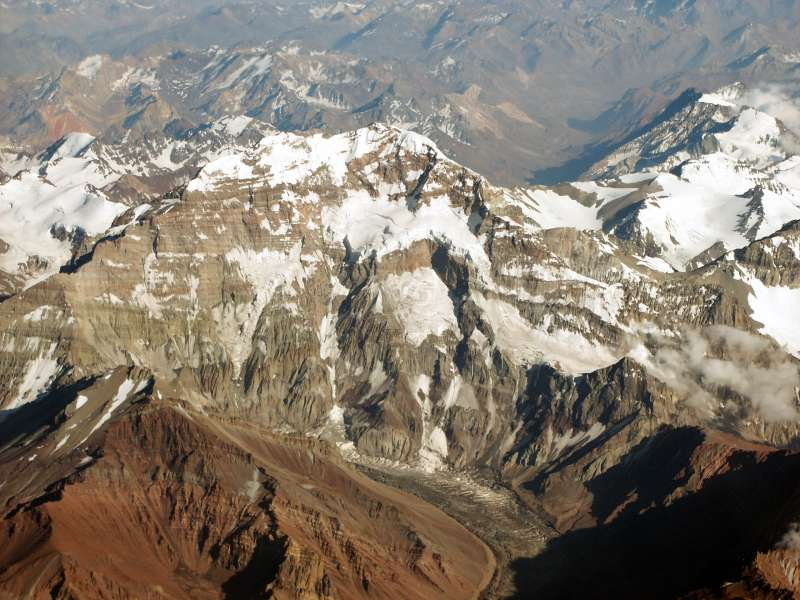
O mirador do Aconcágua foi a parada desta etapa.

No avance a dupla teria que ir ao Cerro de la Gloria, e a tarefa era constituída em organizar 1.000 soldadinhos de brinquedo em uma ordem específica; quando terminasse, obteria a pista que os levariam direto ao pit stop da etapa. No bloqueio, um integrante da dupla tinha que buscar entre as parreiras (árvores de uva) uma caixa com garrafas de vinho de 3 cores diferentes, depois, etiquetá-las e embalá-las em uma caixa. Ao terminar, o chefe de produção da vinícola lhes entregaria sua próxima pista. No desvio, os participantes deviam escolher entre "Ar" ou "Pedras"; em "Ar" os participantes teriam que ir a base de operacões da "Argentina Rafting"; ali, teriam que se lançar por uma tirolesa de 400 metros, e ao chegar ao outro lado, receberiam sua próxima pista. Em "Pedras" os participantes iriam ao "Cerro Tunduqueral", onde lhes seria entregue uma pedra com a cópia de uma pintura rupestre, e buscariam uma imagem idêntica nas rochas do parque; uma vez encontrada, o Xamã lhes daria a próxima pista.
Tarefas Adicionais
- Na Vila Puente del Inca, cada integrante da dupla tinha que comprar um cartão postal e escrever ao menos 50 palavras a ser enviada a suas famílias; terminada a tarefa, o encarregado do correio lhes entregaria a próxima pista.

### Etapa 4 (Argentina → Chile)

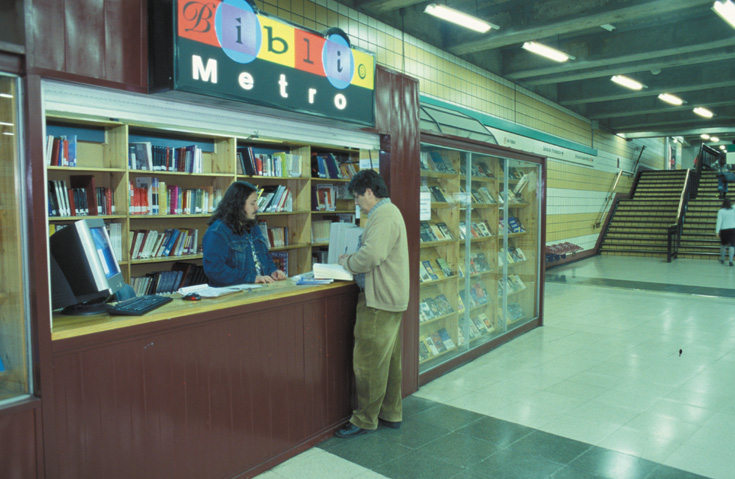
Bibliometro onde as duplas pegaram o livro "Historia de la vida privada en Chile, Volume 2".

- Santiago, Chile  (Estação Baquedano - es:Bibliometro)
- Santiago (Estação Baquedano) a (Estação Pajaritos)
- Santiago (Estação Pajaritos) a Valparaíso (Terminal Rodoviário de Valparaíso)
- Valparaíso (Elevador Concepción)
- Valparaíso (Paseo Atkinson)
- Valparaíso (Elevador El Peral)
- Valparaíso (Cais Baron)
- Valparaíso (Cais Baron)
- Valparaíso (Caleta Portales)
- Valparaíso (Terminal Rodoviário de Valparaíso) a Santiago (Terminal Rodoviário Pajaritos)
- Santiago (Palacio de la Moneda)

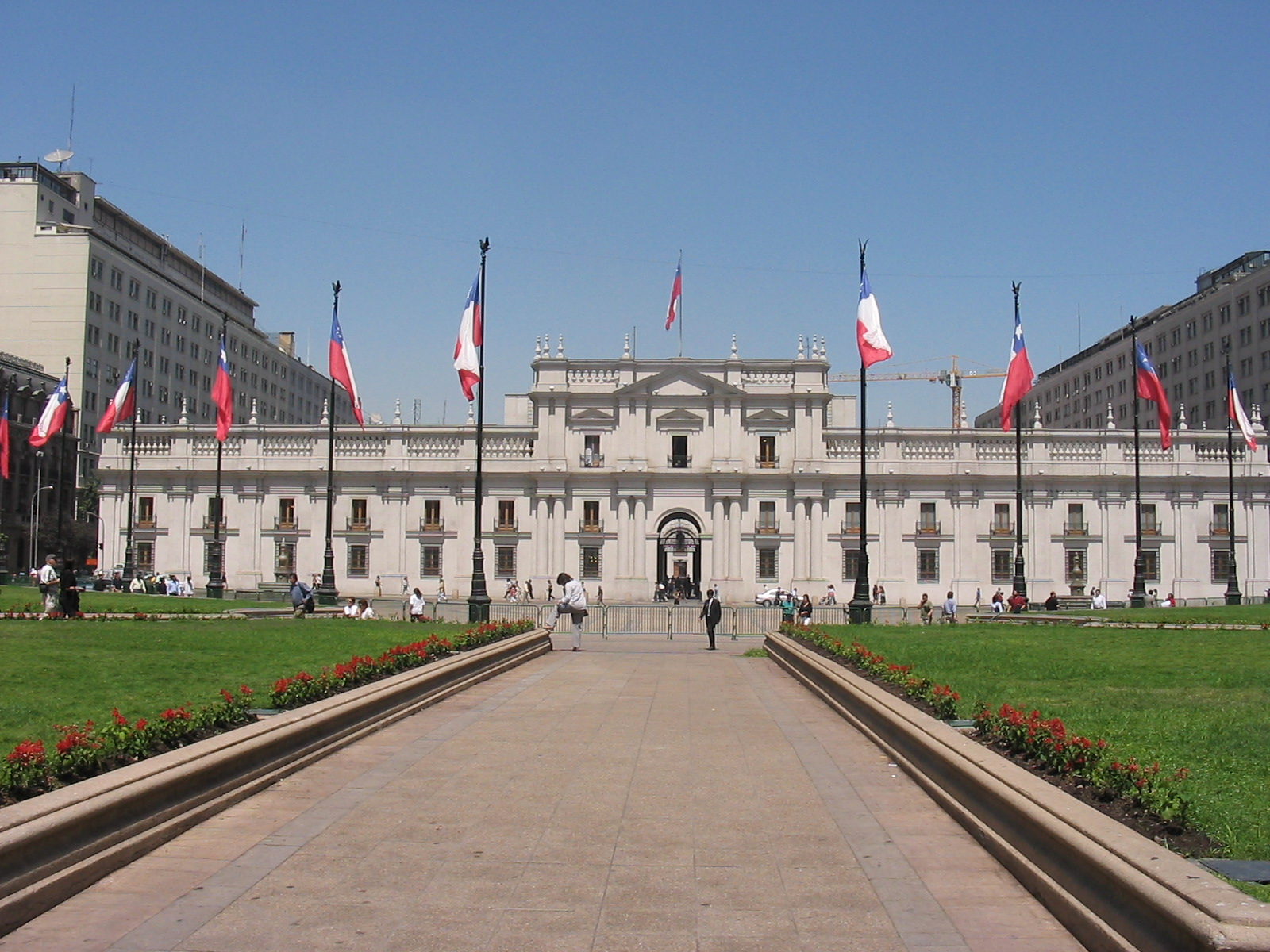
O Palácio de la Moneda foi o pit stop desta etapa.

No bloqueio, um membro da equipe devia saltar na água, para nadar 30 metros por debaixo do cais, depois de terminar lhes seria entregue a próxima pista. No desvio, teriam que escolher entre "Mariscos" ou "Isca"; em "Mariscos" deviam dirigir-se a praia e comer um prato de moluscos chamado "Mariscos Frios", quando terminassem lhes seria entregue a próxima pista. Em "Isca" as equipes teriam que ir a uma zona próxima à praia e teriam que colocar 100 iscas em um mesmo número de anzóis; terminada a tarefa lhes seria entregue a próxima pista. 
Tarefas adicionais
- Na estação Baquedano, as equipes deviam encontrar o "bibliometro", uma biblioteca em uma estação de metrô, e pedir uma cópia do livro "Historia de la vida privada en Chile. Volume 2"  para receber a próxima pista.
- Quando estivessem em Valparaíso, as equipes deviam encontrar o lugar da capa do livro "Historia de la vida privada en Chile, Volume 2", e buscar a próxima pista com uma menina idêntica à da capa.
- Em Caleta Portales, as equipes tinham que encontrar um sósia de Diego Armando Maradona para receber sua próxima pista.

### Etapa  5 (Chile → Peru)
- Santiago (Museu Interativo Mirador)
- Santiago (Aeroporto Internacional Comodoro Arturo Merino Benítez) a Callao, Peru  (Aeroporto Internacional Jorge Chavez)

- Lima (Faro de la Marina)
- Lima (Praia Makaja)

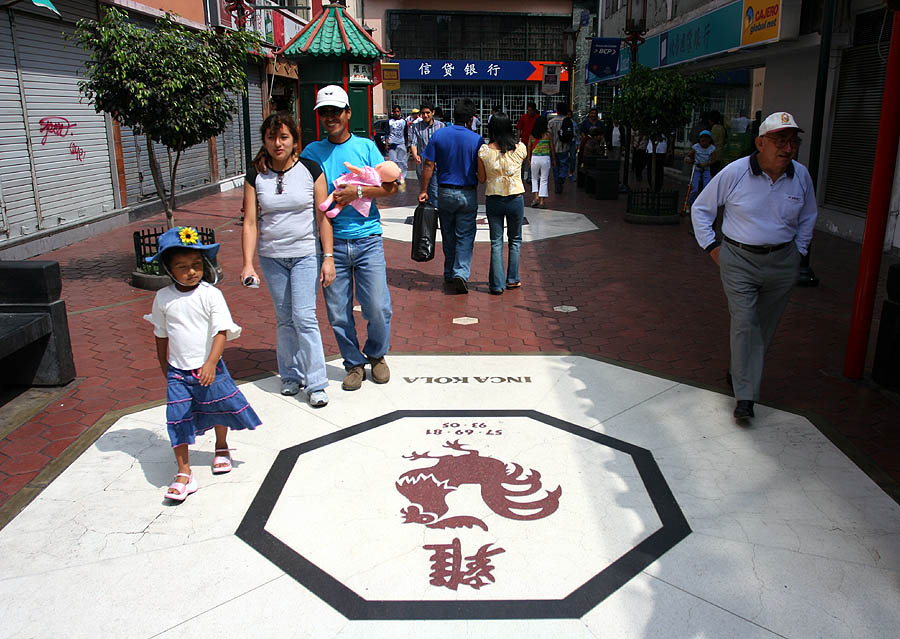
As equipes realizaram o desvio no bairro chinês de Lima.

- Lima (Bairro Chinês de Lima)
- Lima (Catacumbas do Convento de São Francisco de Assis)
- Lima (Parque de La Reserva)

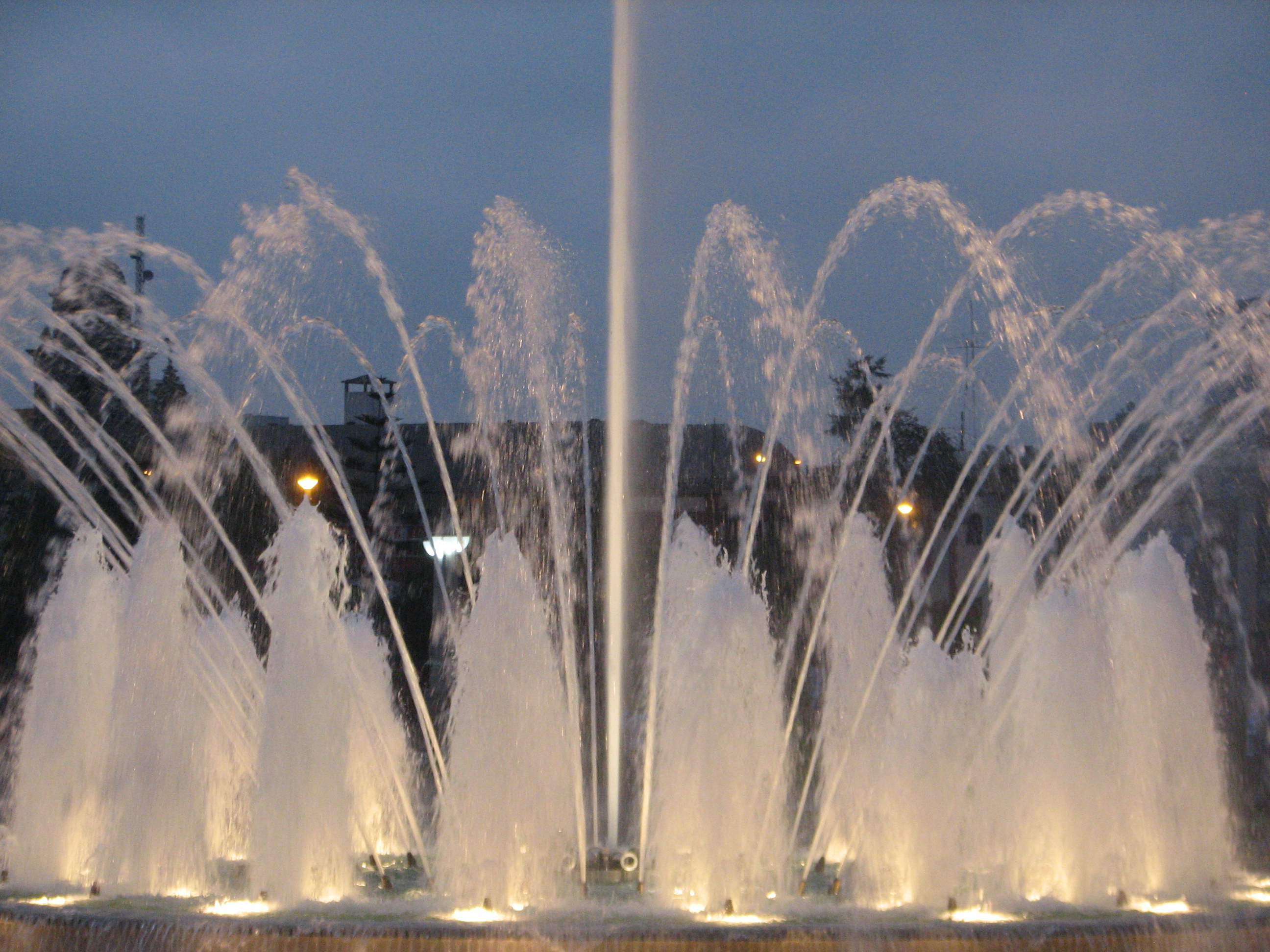
O Parque de la Reserva foi a parada desta etapa da corrida.

No bloqueio, um membro da equipe devia realizar três tarefas científicas no museu: em primeiro lugar formar uma bolha de sabão gigante; depois manusear um pequeno robô para que ele transportasse duas pedras; por último, montar em um giroscópio, e ler uma frase famosa. Depois de realizadas as três tarefas, seria entregue a próxima pista. No desvio desta etapa as duplas teriam que escolher entre as opções "Doce" ou "Salgado"; em "Doce", as equipes deviam comprar um pacote de biscoitos da sorte e teriam que encontrar o biscoito que continha uma mensagem. Em seguida, deviam buscar a mensagem do biscoito nas inscrições da "Calle Capón"; uma vez encontrada, lhes seria entregue a próxima pista. Em "Salgado", as equipes tinham que comprar uma tábua e um cutelo, depois deveriam dirigir-se a um restaurante para cortar 2 patos, 3 quilos de cebola e 10 cabeças de alho; completada a tarefa receberiam sua próxima pista.
Tarefas Adicionais
- Na praia Makaja, as equipes tinham que surfar até uma boia e voltar, para lhes ser entregue sua próxima pista.

### Etapa 6 (Peru)

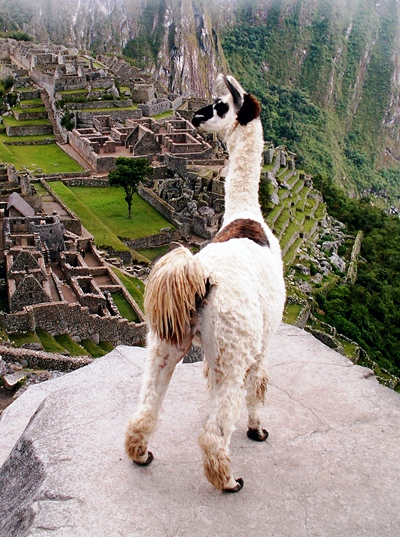
Machu Picchu foi a parada desta etapa da corrida.

- Callao (Aeroporto Internacional Jorge Chávez) a Cuzco (Aeroporto Internacional Alejandro Velasco Astete)
- Cuzco (Hotel Europa)
- Cuzco (Praça de San Blas)
- Cuzco (Action Valley)
- Pisaq (Feira de Pisaq)
- Pisaq (Parque arqueológico de Pisaq)
- Ollantaytambo (Posto de Lãs)
- Machu Picchu (Santuário histórico de Machu Picchu - Recinto Del Guardian)

No bloqueio desta etapa, um membro da equipe devia lançar-se em um Bungee jumping do ponto de salto mais alto da América do Sul, quando chegasse ao chão, o instrutor lhe daria a próxima pista. No desvio desta etapa os participantes deviam escolher entre "Folhas" ou "Grãos"; Em "Folhas" os participantes deviam encontrar, entre uma variedade de folhas, três folhas de coca, quando encontrasse o Xamã lhes daria a próxima pista. Em "Grãos" as equipes deviam transportar 100 espigas de milho por uma colina, quando terminassem, o cacique lhes daria a próxima pista.  
Tarefas Adicionais
- Quando chegaram ao hotel Europa, as equipes deviam assinar uma lista com três horários de saída diferentes.
- Na praça de San Blas as equipes deviam buscar a Ñusta Maria que lhes dariam a próxima pista.
- Na puente Pisaq as equipes deviam entrar em um Mototáxi até a feira, ali deviam buscar a banca marcada com uma bandeira, ali receberiam a próxima pista.
- No posto de lãs, as equipes deviam buscar uma semente de Huayruro com a palavra Peru escrita, entre vários novelos de lãs, depois deviam levar a semente à casa do senhor Quispe, que lhes entregaria a próxima pista.

### Etapa 7 (Peru → Colômbia)
- Cuzco (Aeroporto Internacional Alejandro Velasco Astete) a Bogotá, Colômbia  (Aeroporto Internacional El Dorado)
- Útica (Hotel Cãnion do Rio Patá)
- Fusagasugá (Fazenda Coloma)
- Bogotá (Museu Botero)
- Bogotá (Orelhões da ETB)
- Bogotá (Torre Colpatria)

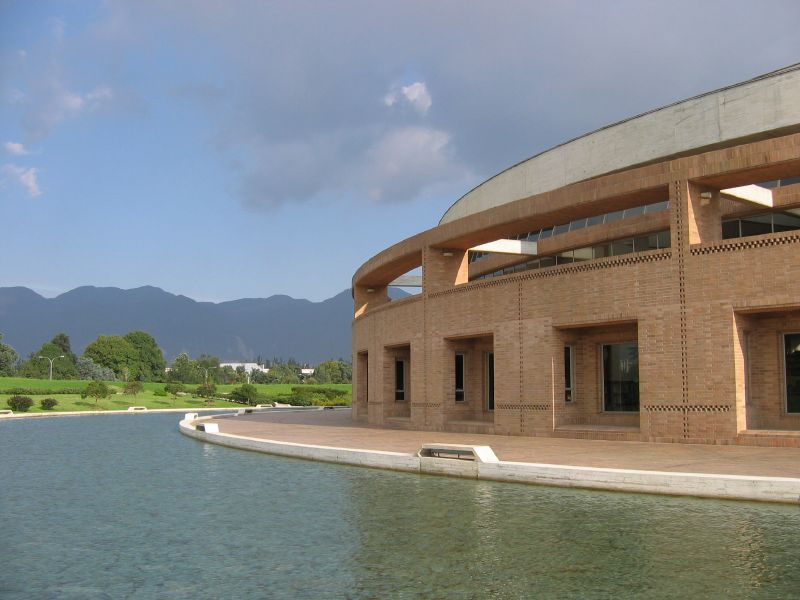
A Biblioteca Virgilio Barco foi o lugar onde as equipes realizaram o desvio "Visual".

No bloqueio, um membro da equipe devia fazer rapel na "Cascata La Papaya" para receber a próxima pista. No desvio desta etapa, as equipes deviam escolher entre "Visual" ou "Táctil". Em "Visual", as equipes tinham 15 segundos para memorizar as cores de uma pintura de Fernando Botero e pintar outro quadro em branco com as mesmas cores, se esta estivesse correta receberiam a próxima pista. Em "Táctil" as equipes deviam receber uma massagem de chocolaterapia, terminado esta massagem as equipes obteriam a próxima pista. Nos orelhões da ETB, Casilda & Casilda deviam realizar a multa, a qual foi jogar Tejo Colombiano corretamente para assim poder continuar na corrida.
Tarefas Adicionais
- Na Fazenda Coloma, as equipes tinham que embalar, costurar e pesar 4 sacas de café com 20kg cada para obter a próxima pista.
- As equipes tiveram que encontrar os orelhões da ETB e fazer uma chamada a cobrar, quando uma pessoa falaria onde seria o pit stop.

### Etapa 8 (Colômbia)

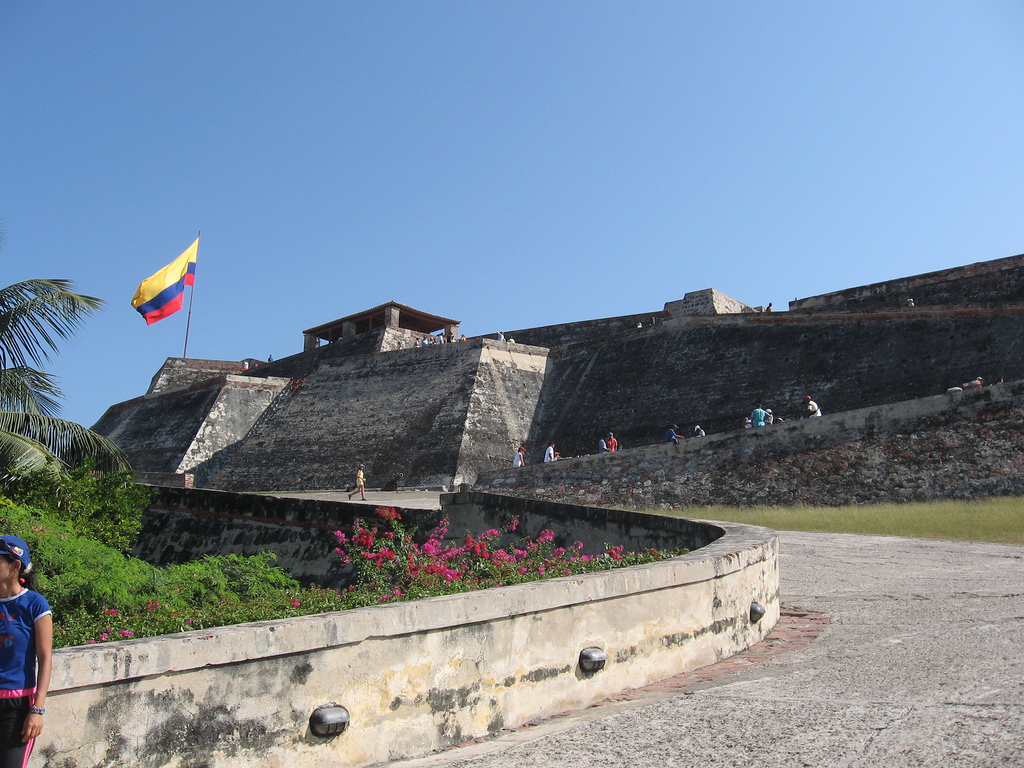
O castelo de San Felipe de Barajas foi a parada desta etapa.

- Bogotá (Portal Interativo ETB)
- Bogotá (Aeroporto Internacional El Dorado) a Cartagena das Índias (Aeroporto Internacional Rafael Núñez)
- Cartagena das Índias (Hotel Sofitel Santa Clara)
- Cartagena das Índias (Baluarte de Santiago)
- Cartagena das Índias(Parque das Flores)
- Cartagena das Índias(Portal dos Doces)
- Cartagena das Índias(Castelo de San Felipe de Barajas)

No desvio, as equipes escolheram entre ir "Para frente" ou "Para cima". Os que escolhessem "Para frente" deveriam ir ao baluarte Santo Domingo e percorrer a muralha para carregar doze cestas até o baluarte de San Pedro Mártir, onde, lhes seria entregue a próxima pista. Os que escolhessem "Para cima", deviam ir ao "Cais dos Pégasos", encontrar o navio pirata "Phantom" e subir pelas cordas para conseguir duas bandeiras piratas para que o capitão possa dar-lhes a próxima pista. No bloqueio, um membro da equipe devia comer um frasco de doces típicos, quando acabasse lhe seria dado a próxima pista.
Tarefas adicionais
- No Portal Interativo ETB, as equipes deviam ir ao site da AeroRepública para solicitar suas passagens, depois deviam dirigir-se ao aeroporto para obter a próxima pista.
- No Hotel Sofitel Santa Clara, as equipes deviam formar uma frase do livro "O amor nos tempos do cólera" do colombiano Gabriel García Márquez; deveriam datilografá-la com ajuda de um escrivão e dar a um juiz que verificaria a frase. Se estivesse correto, ele entregaria a próxima pista.
- No Parque das Flores, as equipes tiveram que buscar em diversos locais um vendedor que lhes daria a próxima pista.

### Etapa 9 (Colômbia → Panamá)

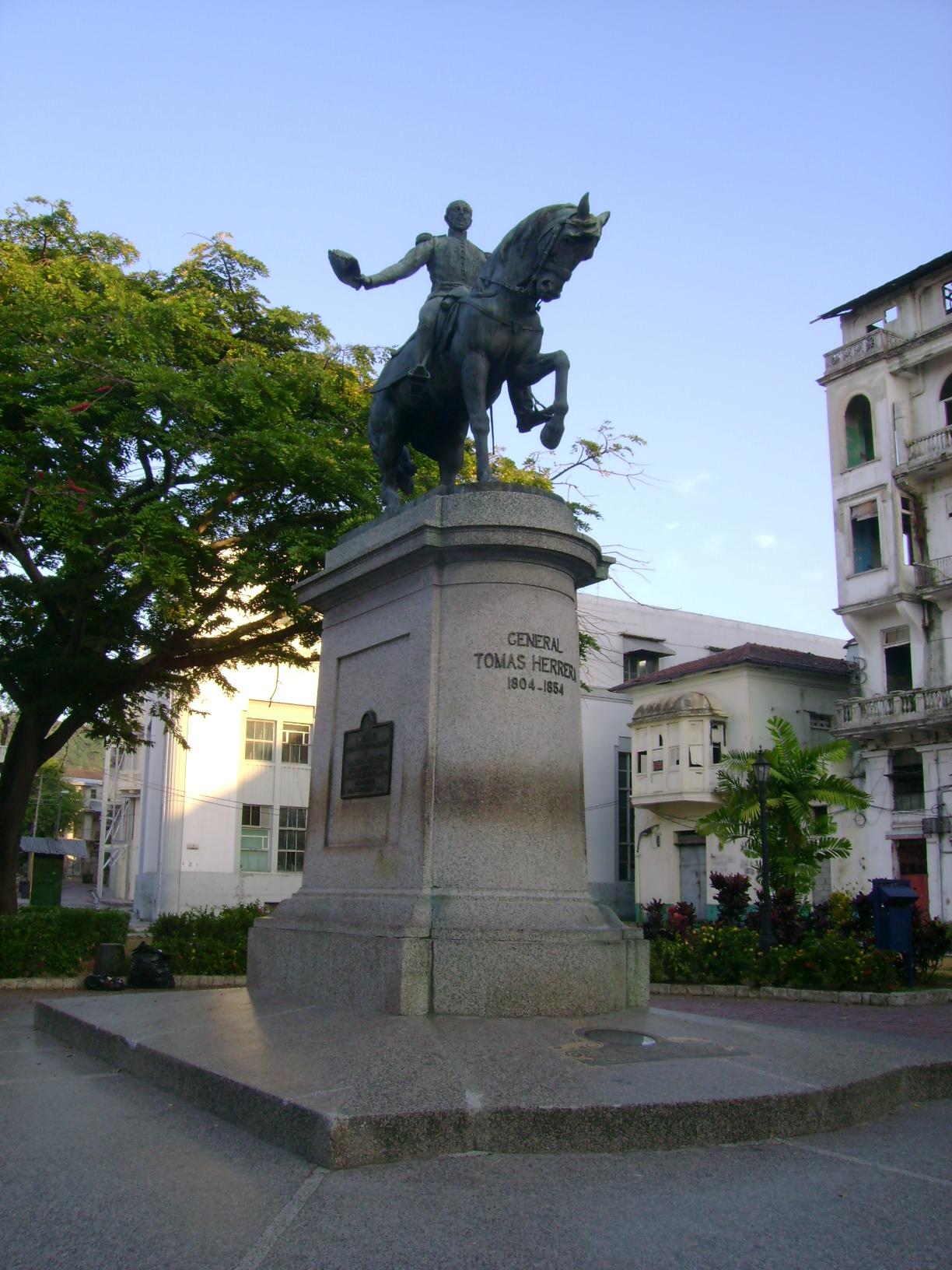
Plaza Herrera, onde as equipes escolheram um dos dois desvios.

- Cartagena das Índias (Aeroporto Internacional Rafael Núñez) à Cidade do Panamá, Panamá  (Aeroporto Internacional Tocumen)
- Cidade do Panamá (Figali Convention Center)
- Cidade do Panamá (Plaza Herrera)
- Cidade do Panamá (Estacão de Corozal)
- Cidade do Panamá (Terminal de Cargas do Pacífico)
- Cidade do Panamá (Gamboa Rainforest Resort)
- Cidade do Panamá (Ilha de San Antonio)

No desvio, as equipes teriam que escolher entre "Pasacables" ou "Timão". Os que escolheram "Pasacables", teriam que lançar 3 cabos sobre um mastro que representa a altura de um barco, concluída a tarefa, lhes seria entregue a próxima pista. Os que escolheram "Timão", deveriam conduzir um barco em um simulador de 360° sem bater durante 15 minutos. Ao finalizar a tarefa, lhes seria entregue a próxima pista. No bloqueio, deveriam encontrar entre varias lâmpadas, uma que acendesse para obter a próxima pista.
Tarefas adicionais
- No Figali Convention Center as equipes tinham que buscar nos "Diablos Rojos" uma imagem igual a entregue junto com a pista. Ao encontrar a imagem certa, lhes seria entregue a próxima pista.
- As duplas teriam que ir à ilha de San Antonio para realizar tatuagem indígena segundo o modelo. Concluída a tarefa, obteriam a próxima pista.

### Etapa 10 (Panamá → República Dominicana)
- Cidade do Panamá (Aeroporto Internacional Tocumen) a Santo Domingo, República Dominicana  (Aeroporto Internacional de Las Américas)
- Santo Domingo (Catedral Primada da América)
- Santo Domingo (Estádio Quisqueya)
- Santo Domingo (Tabacaria Caoba)
- San Pedro de Macorís (Ponte Maurício Báez)
- Hato Mayor (Rancho Capote)
- Santo Domingo (Fortaleza Ozama)

No desvio, as duplas deveriam escolher entre "Oferenda" ou "Astúcia". Os que escolheram "Oferenda", deveriam descer em uma caverna para pegar uma estátua e reuni-la com outra maior adiante. A pista seria entregue com a troca da estátua. Os que escolheram "Astúcia", deveriam formar um quadrado a partir das figuras geométricas do tangram, concluída a tarefa, as duplas receberiam a próxima pista. No bloqueio, as duplas tinham que rebater uma bola de um arremessador profissional enquanto o treinador observava seu desempenho.
Tarefas adicionais
- Nos arredores da Catedral Primada da América as equipes tinham que encontrar os veículos sinalizados para ser transportados à próxima caixa de pistas.
- Na tabacaria Caoba, as equipes enrolaram 10 charutos Caoba segundo as instruções de um tabaqueiro, concluída a tarefa, as duplas receberiam a próxima pista

### Etapa 11 (República Dominicana → Costa Rica)

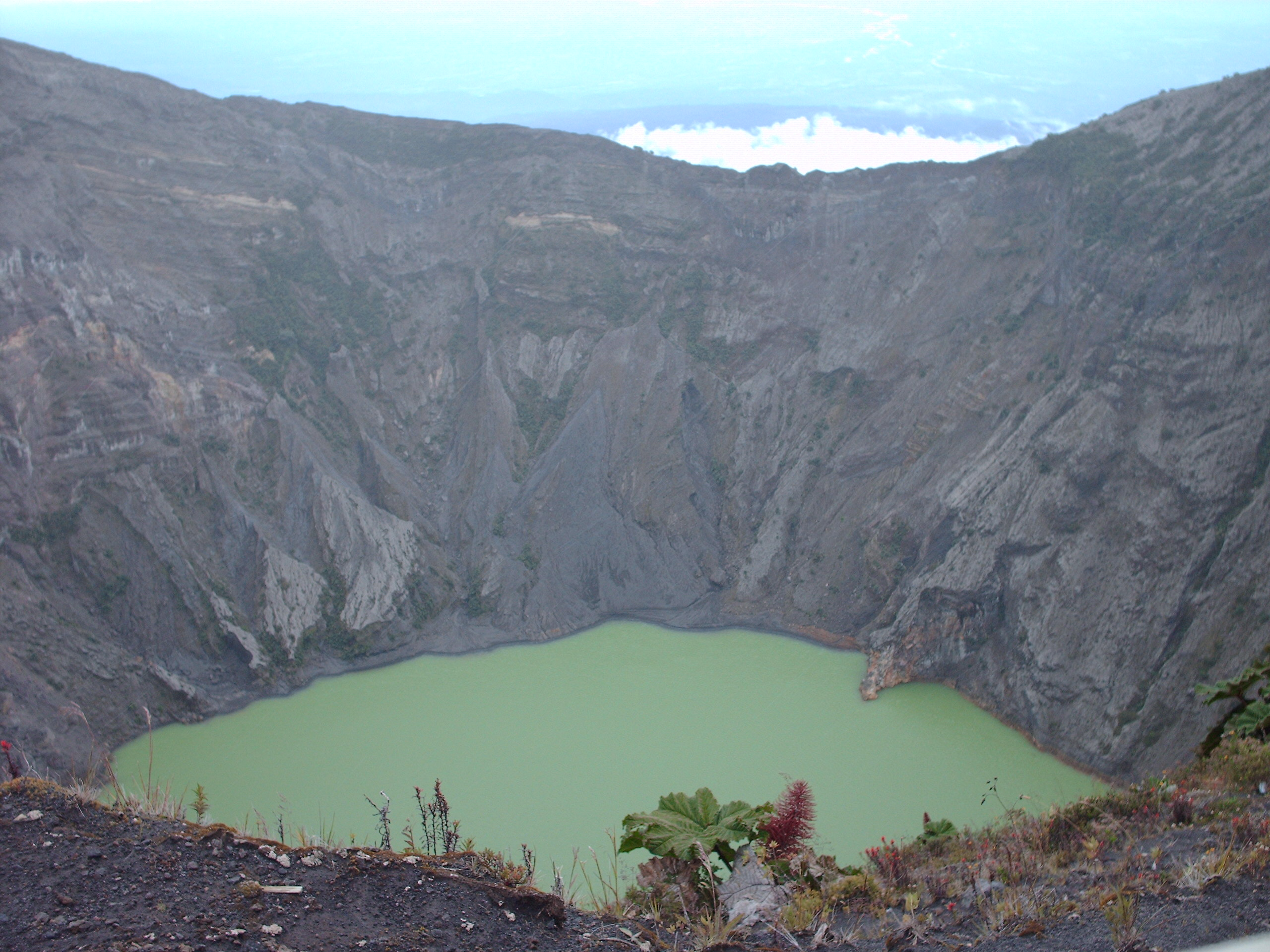
Cratera do vulcão Irazú, parada da etapa.

- Santo Domingo (Aeroporto Internacional de Las Américas) a San José, Costa Rica  (Aeroporto Internacional Juan Santamaría) a Quepos (Aeroporto La Managua)

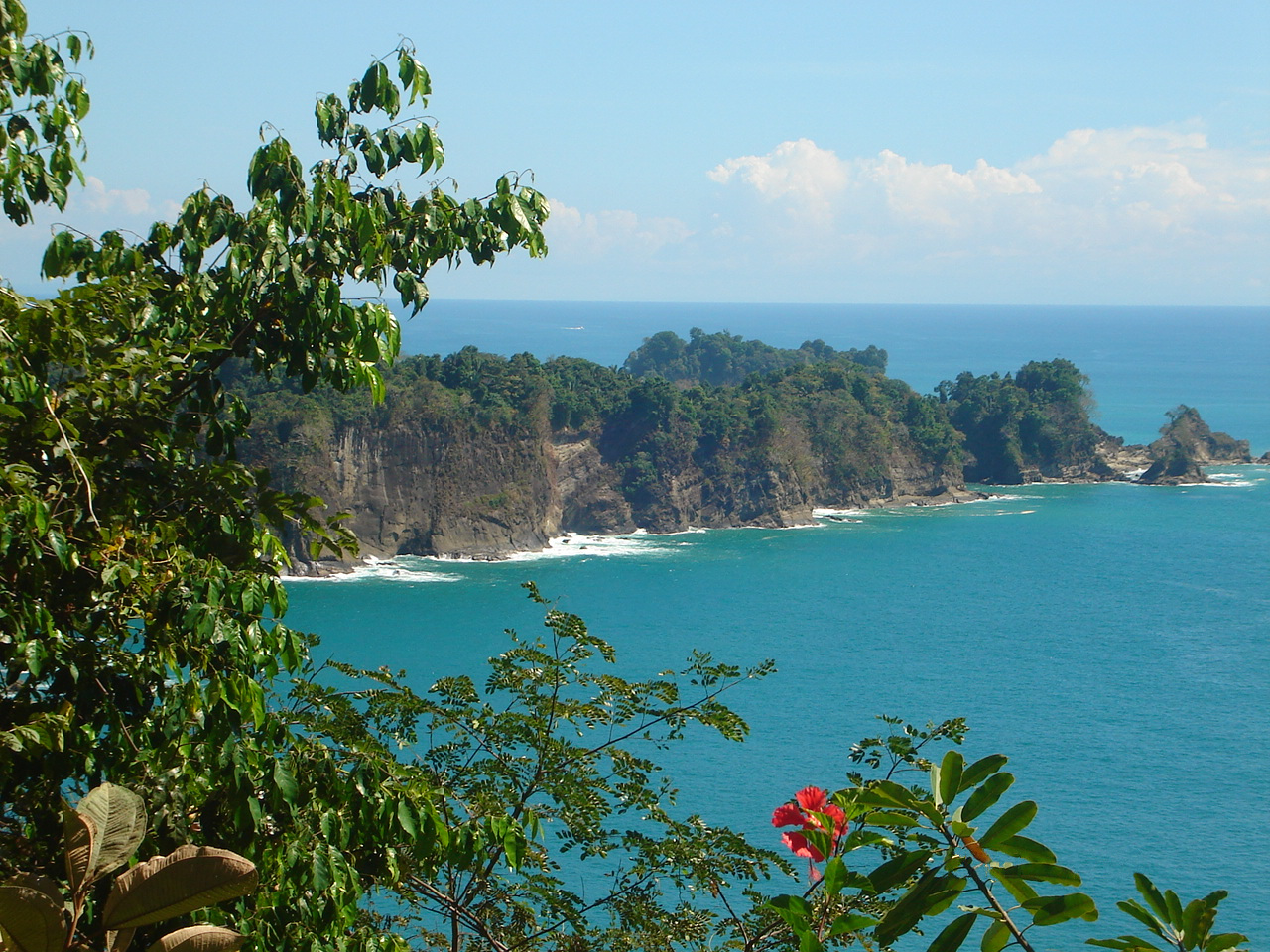
Nesta etapa as equipes visitaram o Parque Nacional Manuel Antonio.

- Quepos (Parque Nacional Manuel Antonio, Praia Gemelas)
- Quepos (Parque Nacional Manuel Antonio, Punta Catedral)
- Quepos (Parque Nacional Manuel Antonio, Praia de Espadilla Norte)
- Quepos à San José
- San José (Planetário da Universidade da Costa Rica)
- Cartago (Vulcão Irazú)

No bloqueio, um integrante da dupla tinha que cavar na praia Gemelas um buraco para encontrar um cofre com a pista dentro, depois de ter encontrado outro cofre com as chaves. No desvio, as equipes escolheram uma das opções: "Pás" ou "Remos". Na opção "Pás", as duplas deveriam fazer, sobre a areia, uma figura de um cavalo-marinho a partir de um modelo, um escultor aprovaria ou não a obra para entregar-lhes a próxima pista. Os que escolhessem "Remos", deveriam remar em um kaiak à uma embarcação onde Juan Ignacio Megli, um velejador olímpico guatemalteco, entregaria às duplas a próxima pista. Na multa Matias & Tamara foram ao hotel Manuel Antonio para arrumar 6 quartos, colocando as toalhas em forma de gansos, para receber a aprovação da arrumadeira.
Tarefas Adicionais
- Na barraca de cocos da praia de Espadilla Norte, as duplas realizaram um desafio matemático lógico.
- No Planetário, as duplas organizaram os planetas por sua proximidade do Sol, se a ordem estivesse correta, um astrônomo daria às duplas a próxima pista.

### Etapa 12 (Costa Rica → México)

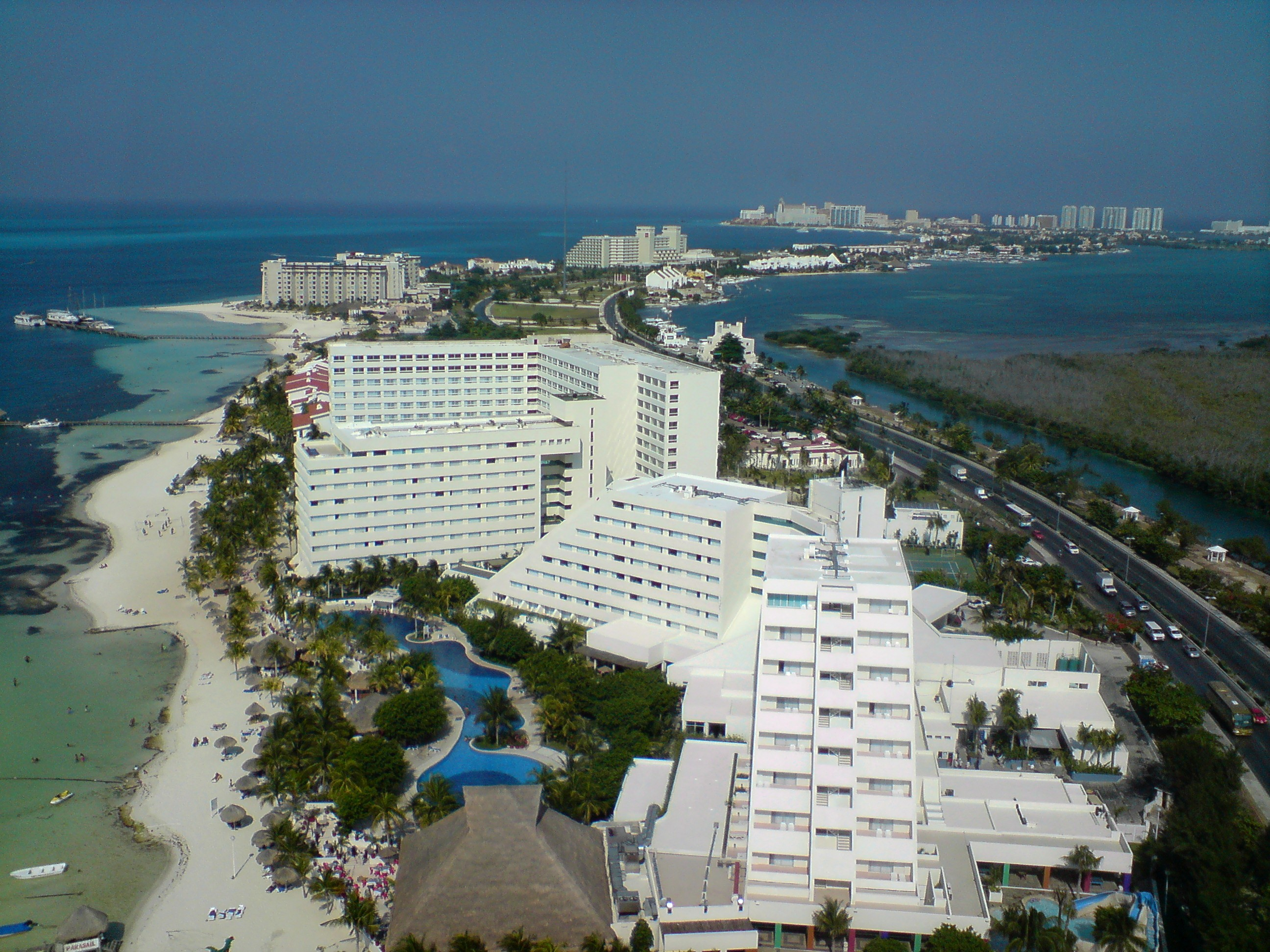
Zona Hoteleira de Cancún.

- San José (Aeroporto Internacional Juan Santamaría) a  Cancún, México  (Aeroporto Internacional de Cancún)
- Cancún (AquaFun)
- Playa del Carmen (Restaurante Blue Parrot)
- Playa del Carmen (Parque ecológico Xcaret)
- Playa del Carmen (Cenote del Jaguar)
- Playa del Carmen (Hotel Fairmont Mayakoba)

No bloqueio, um integrante da dupla deveria comer um prato da comida tradicional mexicana, composto por 3 tacos recheados de grilos. No desvio, as equipes escolheram entre as opções "Altura" ou "Profundidade"; em "Altura", as duplas tinham 3 minutos para subir em um pau de sebo, e cada membro da equipe tinha que pegar uma bandeira que estava em cima do poste, uma vez com as duas bandeiras eles receberiam a próxima pista. Em "Profundidade", as duplas tinham 3 minutos para mergulhar em um tanque de tubarões, e encontrar duas pedras marcadas no fundo do tanque, uma pedra para cada membro da equipe, quando encontrasse, eles receberiam a próxima pista.
Tarefas Adicionais
- No Cenote del Jaguar, as equipes tiveram que participar de um ritual Maia, antes de entrar na gruta e encontrar a próxima pista na parede.

### Etapa 13 (México)

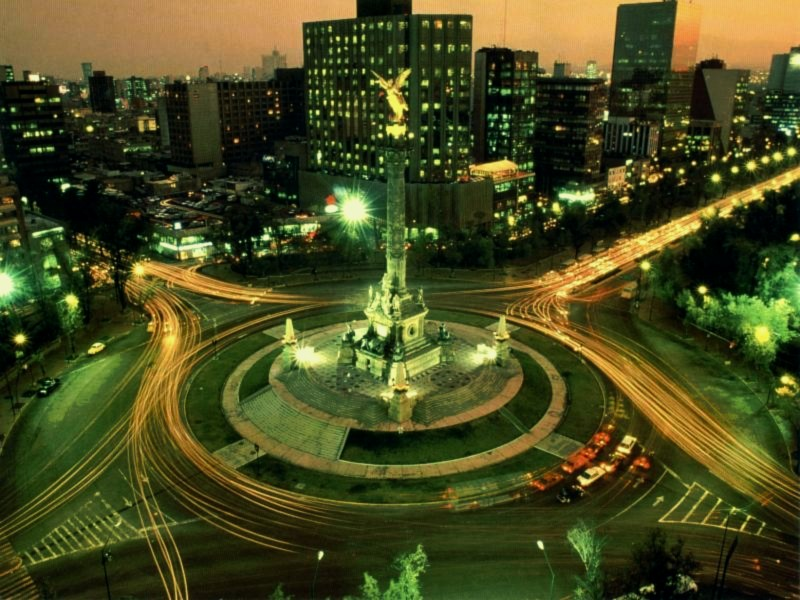
El Ángel de la Independencia na Cidade do México

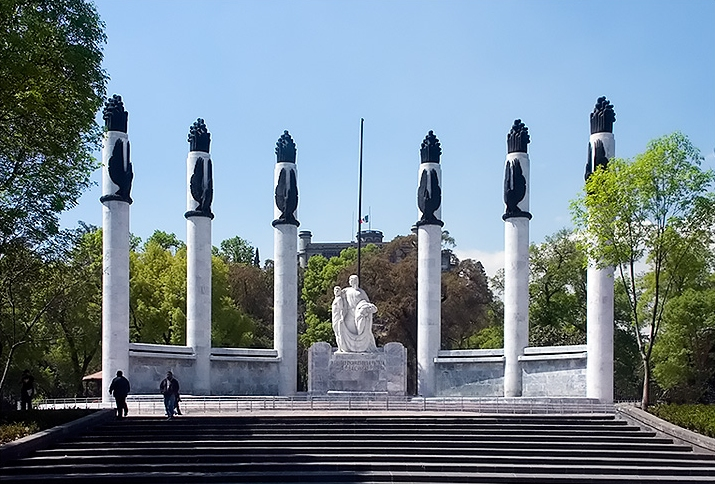
Monumento a los Niños Héroes (Cadetes Heróis), parada desta etapa e a última da corrida.

- Cancún (Aeroporto Internacional de Cancún) a Cidade do México  (Aeroporto Internacional Benito Juárez)
- Cidade do México (El Ángel de la Independencia)
- Cidade do México (Arena México)
- Cidade do México (Embarcadero Nativitas)
- Cidade do México (Estadio Olímpico Universitario)
- Cidade do México (Bosque de Chapultepec, Monumento a los Niños Héroes  (Matías & Tamara ganham os 250.000 dólares.)

No bloqueio, as duplas deveriam pegar uma bandeira que estava na perna dos lutadores, porém estes tratavam de evitar os participantes. No desvio, as equipes escolheram entre as opções "Mariachis" ou "Trajineras"; em "Mariachis", as duplas iriam numa tradicional barca da cidade de Xochimilco, e ir até onde estavam os mariachis; os participantes tinham que encontrar uma imagem da Santa Muerte que estava escondida nos sombreros dos mariachis, encontrada a imagem, o mariachi portador do sombrero no qual a imagem foi encontrada lhes dará a próxima pista. Em "Trajineras", os participantes tinham que encontrar uma trajineira com um certo nome, encontrada a mesma, a pista estaria dentro dela.
Tarefas Adicionais
- No estacionamento da Arena México, usando um laptop com o serviço de internet 3g da Telcel, os participantes tiveram que buscar o terceiro maior distrito da Cidade do México (Xochimilco).
- No Estádio Olímpico Universitário, as equipes tiveram que colocar em ordem cronológica os nomes das cidades que visitaram durante a corrida, junto com as imagens dos respectivos anfitriões de cada uma delas.